# Demon's Souls
『Demon's Souls』（デモンズソウル）は、ソニー・コンピュータエンタテインメント販売、フロム・ソフトウェア開発のPlayStation 3用アクションRPGである。

## 概要
フロム・ソフトウェアの『キングスフィールド』シリーズの流れを汲む3DアクションRPGの新規タイトルである。開発期間は二年半で、プロデューサーはSCEの梶井健、ディレクターはフロム・ソフトウェアの宮崎英高。
「チャレンジ・発見・達成感」の三要素に重点が置かれ、近年稀に見る高い難易度と、それに伴う完成度の高い造り込みが方々で話題を呼び人気を獲得した。オンラインに接続している全てのプレイヤーがシステムの一要素としてゲーム中に取り入れられており、各行動が相互に影響を与え合う。情報を交換・配信しつつも其処に濃密な人間関係等は無く、CEDEC AWARDSにて「非同期型コミュニケーション」と称された他に例の無い斬新なオンラインシステムが最大の特徴。日本の国内外を問わず、数多くの賞を受賞することとなった。
また、後の「DARK SOULS」シリーズといった、いわゆる「死にゲー」の元祖でもあり、ソウルライクというジャンルを確立した作品でもある。
非シリーズ物の新規タイトルかつ、テレビコマーシャルや雑誌広告を一切出さないという手法で、セールスを全く期待できない状況でありながら、2009年2月5日の発売日近辺は消化率9割超という全国的な品薄を起こし、以降もロングヒットを続け2010年5月6日時点で国内市場において16万8816本の売り上げを記録している。
2009年2月26日にSCE Asiaから正体中文/英文（アジアバージョン）、2009年2月27日に韓文で発売された。欧州ゲームサイトで好評を得たことなどもあり、アジアバーションは英語をサポートしていたことから、未発売地域のユーザーによる輸入で、一時通販サイトが数ヶ月待ちになる品薄を起こした。2009年5月20日にアトラスが北米での販売権の取得発表後、予約特典を付けるなどのキャンペーンが展開された。
2009年10月6日にアトラスから北米版が発売、日本市場と同様に在庫切れを起こす小売店が続出した。その後、口コミや評判の高さから順調に販売数を伸ばし、2010年8月期決算において北米市場で38万本（アトラス初期目標7.5万本）を超えるヒットとなっている。
北米ではパッケージを青ファントムにデザインされ、北米用に本編テキスト文を改定した通常版の他に、オフィシャル攻略ガイドやアートブック、サウンドトラックがセットになった『デラックス・エディション』も併せて発売された。
アトラスからリリースされたのは、ソニー・コンピュータエンタテインメント・アメリカ（SCEA）が本作のゲーム内容から「日本以外では売れそうにない」との理由で北米でのローカライズを見送ったためである。結果的に本作は北米でもヒットを収めたこともあり、SCEAの副社長兼ローカライズ担当のキム・ヨンギョンは後に「SCEAでの発売を見送ったのは誤りだった」と述べている。それを裏付けるように、のちにアトラス北米担当者が、20年間で一番利益を得たゲームと評している。
2010年2月25日に日本国内で廉価版がリリースされた。2010年2月24日にSCE Asiaからアジアバージョンの廉価版、2010年3月5日に韓文の廉価版も発売された。
2010年4月16日にバンダイナムコゲームスが欧州、豪州等での発売権を取得。北米wiki編纂者の協力を得た、北米版とは異なる攻略ガイドを付属する。
2010年6月25日に欧州、2010年6月30日に豪州でバンダイナムコゲームスから発売、日本や北米より後発ながら各地域でTOP10チャートに入るという、根強い需要をうかがわせる。
パッケージは黒ファントムにデザインされ、英文、仏文、独文、伊文、西文に各本編テキストを改定している。付属品に「オフィシャル攻略ガイド」や「アートブック」、「サウンドトラック」がセットされ『ブラックファントム・エディション』として発売された。『ブラックファントムエディション』の完売になった地域では、それぞれ仏文（2010年6月25日）、独文（2010年7月20日）、英文（2010年8月20日）に北米パッケージと同じ青ファントムをデザインした、付属品の付かない通常版を追加発売している。
2010年9月28日に北米にて北米仕様の廉価版『Demon's Souls Greatest Hits』がアトラスから発売された。アートブックとサウンドトラックを付属したバージョン、サウンドトラックを付属したバージョン、付属品なしの3種類。
2020年6月12日にPlayStation 5のプレゼンイベント「THE FUTURE OF GAMING SHOW」にて、ブルーポイントが手掛ける本作のリメイク作品が正式発表された。11月12日にPlayStation 5のローンチタイトルとして発売。

### オンラインサービスの終了
PS3版は2018年2月28日をもって、本作のオンラインサービスは終了した。以降は協力・対戦・侵入・メッセージ・幻影・血痕・サーバーのソウル傾向との同調などは全て不可能となった。

## ストーリー
かつて栄華を誇った北の国「ボーレタリア」のオーラント王は、ソウルを求めるあまりに、かつてこの地に封じられたという「古の獣」を目覚めさせてしまう。それによってボーレタリア王国は、獣の生み出す「色の無い濃霧」に包まれ、亡者がはびこる荒地となった。
その濃霧からは、人を襲って魂を喰らう「凶悪なデーモン」が生じ、人から奪ったソウル（魂）を体内に溜め込んでいる。それは尋常のソウルとは比べものにならず、手にすれば「人外の力」をもたらすと言う。
数多の亡者の1人として、この世界を救う「デーモンを殺す者」と讃えられ、プレイヤーは『楔の神殿』に召喚される。そこには、装備を修繕してくれる鍛冶師や、装備を預かってくれる預かり人、アイテムを販売してくれる商人、魔法や奇跡を授けてくれる魔術師や神職者らがいるほか、5つのダンジョンに続くという「転移門」があった。
プレイヤー達は腕を磨き、装備を整えていき、時には他のプレイヤー同士で協力したり妨害しあいながらも、5つのダンジョンの奥地にいる「凶悪なデーモン」たちを掃討していく……。はたして、この世界を滅亡させるという「古の獣」を倒し、この世界を救うことができるのか？

## ゲーム概要
プレイヤーは拠点となる「楔の神殿」から5つ在るダンジョンに向かい、最深部で待ち受けているデーモンを討伐しに往く。
ダンジョンは階層ごとに区切られており、3つ又は4つのステージで構成されている。「ステージは簡単だがボスがとても強い」「ボスは弱いがステージがとても難しい」など特徴もそれぞれで大きく異なっている。
初めはどのダンジョンも浅い階層からしか攻略できず、さらに深い階層に進むにはステージの奥で待ち構えている“デーモン”と称されるボスを倒さなくてはならない。デーモンは非常に凶悪で一筋縄ではいかず、時には魔法に頼って、時には他のプレイヤーと協力して倒すことも重要になってくる。
最初のステージのみ全プレイヤー共通のものであるが、そこをクリアした後は攻略順を自由に決めることが出来、基本的に攻略上の制約は存在しない。
一般的なRPGとは異なり、ソウルを用いたレベルアップはキャラクターの能力を格段に上げるものではなく、レベルが高いほうが多少ゲーム進行が簡単になるといった感じである。寧ろ何を装備するかがキャラクターの能力に大きな影響を与える。ただし、武器や防具によっては一定以上の能力値を要求するものがあり、それ以下の場合は装備は可能なもののキャラクターの動きが鈍重になったりする。仮にレベルを最大値の712にしようとするなら、パッチ修正前のバージョンに存在したソウル無限増殖バグを使わない限りは現実的でない莫大なソウル量が必要になる。
画面から見える地形はほぼユーザーが到達可能で、ショートカットや隠し要素が多いのもこのゲームの特徴である。
一部のキャラクターを除いて敵・味方に関わりなく殺害可能であり、殺害したキャラクターの装備品を手にすることができる。それによって一部イベントに支障がでたり商人からアイテムを購入することができなくなることはあるが、メインストーリー上は全く問題なくゲームクリアまで遊ぶことができる。一度死んだキャラクターはゲームをクリアするまで復活することはない。
周回プレーを前提としており、多くのRPGにあるようなエンディングらしいエンディングは存在しない。なお、周回を重ねるたびに上限に達するまでゲーム難易度は上昇していく。
また、本作品はオートセーブを採用しており、何かしらの変化が起きる度に自動で逐一セーブされている。

## キャラクターメイキング
性別
キャラクターの性別を選択する。性別による能力の違いはないが、男性専用と女性専用の防具がそれぞれ存在する。性別を問わない防具は、男性用と女性用とでそれぞれデザインが異なる。
顔編集
キャラクターの顔を人種、性別、年齢、髪型、髪の色の項目を指定することで作成する。詳細編集では数十種類に及ぶ顔のパーツを調整することで、より細かな顔の作成できるので、力を入れてフェイスメイキングをやれば、端正な顔の男性や美麗な顔の女性も作成可能である。
生まれ
「生まれ」によって、初期装備、初期ステータス、魔法や奇跡の修得有無が異なる。物語を進めるとステータスを上げたり魔法や奇跡を修得したりすることが可能になる為、「生まれ」の選択でその後のプレイが大きく制限されることはない。しかし、ステータスを効率良く上げる為にはこの初期ステータスの選択が重要となる。また、最初のステージはステータスの強化や魔法・奇跡の修得ができない為、初期状態のままで挑むことになるので、初回ステージの難易度にも影響する。
- 兵士：常に戦場で前線に立つ下級の兵士。武器はブロードソードとショートスピアを持っており、防具は堅いプレートシリーズを装備している。ステータスは体力が高い。近接攻撃を得意とする。
- 狩人：野外活動のスペシャリスト。バトルアクスとロングボウを持っており、防具は革鎧のレザーシリーズを装備している。ステータスは頑強と技量が高い。遠距離からの狙撃を得意とする。
- 盗賊：闇に紛れ汚れ仕事に従事する者。武器はダガーとショートボウを持っており、防具は毒に対して強い軽装のブラックレザーシリーズを装備している。ステータスは運と技量が高い。奇襲や「致命の一撃」などのからめ手を得意とする。
- 放浪者：あての無い旅を続ける軽装の戦士。武器は扱いやすいファルシオンとダガーを持っているが、防具は鎧と靴しか装備していない。ステータスは技量と運が高い。
- 蛮族：未開の人。武器は棍棒のみで、防具は一切装備していない。ステータスは「生まれ」の中で最高値を持つ。
- 騎士：ポーレタリアの南方の騎士階級。武器は扱いやすいロングソードとメイルブレイカーを持っており、防具は重いが防御力の高いフリューテッドシリーズを装備している。ステータスは最もバランスが取れている。
- 神殿騎士：神の神殿を守る特別な騎士。武器はハルバードを持っており、防具は重いが防御力の高いミルドシリーズを装備している。ステータスは筋力と信仰が高い。奇跡の「回復」を修得しているので、騎士でありながら回復手段も有している。
- 神職：神を信仰する僧籍の戦士。武器はメイスを持っており、防具は堅いチェインシリーズを装備している。ステータスは、体力と頑強と筋力が高く、肉体派の生まれである。奇跡の「回復」を修得している。
- 魔術師：正式に魔法を学んだ平民。武器はショートソードを持っており、防具は軽装である魔術師シリーズを装備している。ステータスは知力と魔力が高い。魔法の「火線」と「水のベール」を修得しており、武器と魔法とで遠近両方の攻撃が可能である。
- 貴族：正式に魔法を学んだ貴族。武器はレイピアを持っており、防具は軽装である魔術師シリーズを装備しているが、強力なMP自動回復効果を持つ指輪を所持している。ステータスは技量と魔力が高いが、ソウルレベルは最低値である。魔法の「ソウルの矢」を修得しており、武器と魔法とで遠近両方の攻撃が可能である。

## 能力値
プレイヤーキャラクター（主人公）の能力値。「生まれ」によって初期値のパラメータは固定されているが、デーモン「ファランクス」討伐後に楔の神殿で強化可能になる。
能力値を上げるとソウルレベルが上昇し、それに伴い各種ステータスが上昇する。ソウルレベル上昇により強化にかかるソウルが増加する。
何らかの効果によりソウルレベルが低下する場合、体力以外の最も高い能力値が1低下する（ただし、生まれの初期値未満にはならない）。
各能力値の上限は99。
- 体力 -  HP、所持重量、物理防御力に関係。
- 知力 -  MP、魔法記憶数、物理防御力に関係。
- 頑強 -  スタミナ、装備重量、炎防御力、物理防御力、出血および毒耐性に関係。
- 筋力 -  攻撃力と物理防御に関係。
- 技量 -  攻撃力、落下によるダメージ軽減、物理防御力に関係。
- 魔力 -  魔法威力、物理防御力に関係。
- 信仰 -  奇跡威力、奇跡記憶数、物理防御力、魔法防御力に関係。
- 運 -  アイテム出現率、物理防御力、疫病耐性に関係。

## システム
本作における基本システムと独自の機能を紹介する。
戦闘
キャラクターにはHP・MPのほかにスタミナゲージが存在し、スタミナがある限り攻撃やバックステップなどのアクションを行える。
攻撃で消費するスタミナは装備武器の重量で増減し、大型でより重い武器ほど攻撃力は高いがアクション毎に消費するスタミナも多い。
スタミナは一定時間アクションを行わない事で自然回復する。
攻撃ボタンを連打するだけではスタミナを激しく消耗し、アクションの隙が大きくなってしまうので、ごり押しでは勝てないゲームバランスとなっている。
ソウル体
プレイヤーの状態は大きく2つに分けられる。
プレイヤーが生きている、すなわち生身の肉体を所持している状態（以下生身）と、プレイヤーが死んでしまっている魂だけの状態（以下ソウル体）である。
生身の状態で死んでしまうと、プレイヤーはソウル体の状態になる。ソウル体の状態でもダンジョン攻略は可能だが、HPが最大値の半分になる・ネットワーク上に存在する他のソウル体のプレイヤーを召喚出来ない等、制約が多くなるため、難易度はかなり高くなる。
ボスとなるデーモンを倒す、特定アイテムの使用、マルチプレイで特定の条件を満たす等によって肉体を取り戻すこと（復活）が可能。仕様上、復活にはオンラインプレイの方がやや有利となっている。
ゲームに登場するNPCにも、ソウル体と生身の2種類が存在する。ソウル体になった状態でも生前の肉体の方はそのまま放置されており、時が経てば肉体は腐り果ててしまう。中にはソウル体のまま時が経ち過ぎて、肉体の方が腐り果ててしまったNPCもいる。
ソウルポイント
ソウルポイント（以下ソウル）とは、RPGにおけるお金や経験値と同様の存在で、敵を倒す、特定のアイテムを使う等で取得することが出来る。
ソウルを消費することでキャラクターのレベルアップや装備品・アイテムの購入・強化、魔法・奇跡の習得等が行える。
その為ソウルはこのゲームにおいて最も重要な存在であり、難しいダンジョンの攻略や強いボスとの戦闘等では事前にソウルを消費することによって、キャラクターのレベルアップや装備品の強化を図っておく必要がある。
しかし、獲得してきたソウルはプレイヤーが死亡すると全て失われてしまう。プレイヤーは“死ぬとソウルが0になる”という不安・緊張感を持ちながらプレイすることになる。これがこのゲームの難易度が高いと言われる1つの要因であり、また醍醐味でもある。
ただし、失ったソウルを取り戻す方法も存在する。プレイヤーは自分が死亡した場所に向かい、そこに存在する自身の“血痕”に触れることにより、失われたソウルを取り戻せる。しかし血痕に触れる前に死んでしまうと、新たな血痕が生まれ、前に残っていたものは消えてしまう（血痕は常に1つしか残らない）。その為、失ったソウルを取り戻す際はより慎重に進む必要がある。
ソウル傾向
ネットワーク上（サーバー上）では「世界のソウル傾向」を管理しており、この傾向は、ネットワークに接続しているすべてのプレイヤーの行動により変化する。
各プレイヤーのゲームプレイは、この傾向に影響を受けて変化し、ソウル傾向が「白」に偏ったフィールドでは、デーモン達は弱体化し、逆に、ソウルの傾向が「黒」に偏ったフィールドでは、デーモン達は強化される。
敵から入手できるアイテム、ファントム/黒ファントムの力なども、ソウルの傾向に影響を受ける要素となる。
ソウルの傾向によりさらに強い敵が現れたり、今まで行けなかった場所に行けるようになったりもする。
「キャラクターのソウル傾向」の変化はソウル体時のHP、一部の武器の攻撃力、イベントなどに影響を及ぼす。
オンラインサービスが終了した現在では、サーバーのソウル傾向に影響されることなく、プレイヤー個人の行動のみで傾向が決まる。また、サービス中も常時オフラインで遊んでいる場合は、同様の処理が行われた。

## ネットワーク
2018年2月28日をもってオンラインサービスが終了したため、現在は使用不可。リメイク版ではプレイ可能。
協力プレイ 青ファントム
プレイヤーがソウル体の状態で「青い瞳の石」を使用すると、自身の足元に青いソウルサインが刻まれる。このソウルサインはオンラインを通じて生身状態のプレイヤー（ホスト）がいる他の世界に刻まれ、ソウルサインに触れて承認することで、ホストは「青い瞳の石」を使用したプレイヤーを味方となる青ファントムとして召喚する。
青いファントムの目的は、召喚したホストプレイヤーの世界のボス討伐を成功させる事であり、ボスの討伐に成功すると元の自分の世界に帰還し、ソウル体から生身へと復活できる。ホストプレイヤーが死亡するとその時点で失敗となり、元の自分の世界に送還される。
青いファントムは同時に2人まで召喚可能であり、ホストプレイヤーを含めて最大3人でのオンラインプレイが可能となる。また、青ファントムはホストプレイヤーと協力関係にあり、お互いへの攻撃が無効となる特性を持つ。
青いソウルサインは自身とソウルレベルが近いホストプレイヤーの世界にしか刻まれない。即ち高レベルの協力者を召喚し、ゲームバランスを崩すようなステージ攻略は不可能である。
ボス討伐が完了した時に、ホストと青ファントムの双方でプレイヤーの評価を相互で付けることができる。評価の表示形式は、S・A・B・C・Dの5パターンであり、Sが最も高い。この評価が高いほどボスを倒した際に得るソウルが多くなる。また、この評価は累積してソウルサインからもそのプレイヤーの総合的な評価を確認できる。リメイク版ではこの評価システムは廃止されている。
侵入プレイ 黒ファントム
プレイヤーがソウル体の状態で「黒い瞳の石」を使用すると、オンラインを通じて生身状態のプレイヤー（ホスト）がいる他の世界に黒ファントムとして侵入できる。
黒ファントムの目的は侵入先のホストプレイヤーを倒すことであり、ホストの討伐に成功すると元の自分の世界に帰還してソウル体から生身に復活できる。逆に自分が死亡するかホストプレイヤーがボスのエリアに到達するとその時点で失敗となり、元の自分の世界に送還される。
黒ファントムは同時に1人のみ侵入可能であり、ホストプレイヤーが青ファントムを2人召喚していた場合は1対3の戦いとなる。黒ファントムは敵から認識されず、襲われない特性を持つ。
侵入プレイは自身（黒ファントム）よりソウルレベルが高いホストプレイヤーの世界にしか侵入できない。ホストプレイヤーの方がステータスが高いことに加えて、ホストプレイヤーは常に生身であり、黒ファントムは体力が半分のソウル体である点もハンデとなっている。
黒ファントムは罠や転落死、敵の攻撃に巻き込まれる等、「相手プレイヤーの攻撃」以外が原因で死亡すると、ペナルティとしてレベルが1つ下がるので注意が必要である。
侵入プレイは侵入先のプレイヤーに拒否権がないが、侵入された際にそれを知らせるメッセージが表示される。また、黒ファントムを強制送還するスキルも存在する。
　対戦プレイ 赤い瞳の石
プレイヤーがソウル体の状態で「赤い瞳の石」を使用すると、自身の足元に赤いソウルサインが刻まれる。このソウルサインはオンラインを通じて生身状態のプレイヤー（ホスト）がいる他の世界に刻まれ、ソウルサインに触れて承認することで「赤い瞳の石」を使用したプレイヤーを対戦プレイで敵となる黒ファントムとして召喚する。
黒ファントムの性能は「黒い瞳の石」を使用した時と全く同じだが、「赤い瞳の石」で召喚した場合は相互にペナルティが付き、条件を問わず死亡した側のソウルレベルが1つ下がるので注意が必要である。
ホストの意思に関係無く侵入する「黒い瞳の石」と違い、こちらはホストの明確な意思によって召喚されるので、お互いの同意の下で対戦プレイを楽しめる。
「赤い瞳の石」のみ、他の石と違いストーリー上で必ず入手できるアイテムではない。
幻影
オンラインプレイ中に、同じダンジョンで行動している他プレイヤーが幻影として視認できる事がある。幻影はリアルタイムで数秒間活動するが直接干渉はできず、発生もランダムである。
幻影はプレイヤーを中心に発生する訳ではなく、今現在のステージの全域で同時多発的に、かなりの高頻度で発生する。
幻影の行動を観察することで攻略の糸口を掴めることがある。
例：通路の行き止まりの壁の中に幻影が入っていった→隠し通路の可能性がある。
血痕
オンラインでプレイヤーが死亡すると、死亡現場に血痕が残る。この血痕は他のオンラインプレイヤーが視認でき、血痕に触れることでそのプレイヤーが死亡するまでの僅かな時間を幻影が再現する。
他のプレイヤーの死亡原因を知る事で、攻略の糸口を掴めることがある。
例：一見して何もない通路なのにたくさんの血痕が残っている→罠が設置されている可能性がある。
ヒントメッセージ
オンラインプレイヤーはダンジョン中の任意の場所に、定型の単語を組み合わせる事でメッセージを残す事ができる。このメッセージは他のオンラインプレイヤーが確認でき、そのメッセージを「評価する」事が可能である。評価された場合は、メッセージを残したプレイヤーのHPをその瞬間に完全回復する。
他のプレイヤーが残したメッセージを見ることで、攻略の糸口を掴めることがある。
例：この先の敵には松脂が有効だ
メッセージは定型の組み合わせであればどのような内容であろうと残せる。内容の真偽はプレイヤー自身が判断する必要がある。

## 登場するダンジョン
「楔の神殿」内に存在する「要石」に触れることで、各ダンジョンに行き来できる。北の巨人の要石は崩れ落ちており、行き来することはできない。
各要石から転送されるフィールドは次の通り。
- 小国の王の要石：ボーレタリア王城
- 穴掘りの王の要石：ストーンファング坑道
- 塔の女王の要石：塔のラトリア
- 影人の司祭の要石：嵐の祭祀場
- 貧者の長の要石：腐れ谷

ボーレタリア王城 -Boletaria Palace-
オーラント王の居城。かつては優秀な騎士達が集う王城であったが、今はソウルに飢えた兵士達と、凶暴な飛竜の巣窟と化している。プレイヤーが最初に攻略するダンジョンであり、ステージ数も他のダンジョンより1つ多い。ステージ3はイベントにより、他の4つのダンジョンのいずれか1つを完全にクリアしない限り、挑めないようになっている。
ストーンファング坑道 -Stonefang Tunnel-
ボーレタリアの領地に存在する坑道。ソウルを奪われた工夫達は、自我を失った後も黙々と発掘作業を続けている。坑道内部には結晶トカゲの巣がある。また、ステージ1にいる鍛冶屋エドは通常の武器強化の他に、特殊な武器を作ってくれる。
塔のラトリア -Tower of Latria-
かつて女王の一族が建設した象牙の塔。しかし、ある老人の復讐によって女王の一族は囚われの身となり、塔は魔物の巣窟と化している。「仕掛け」が多く、ただ敵を斃していくだけでは攻略できないことが特徴となっている。
嵐の祭祀場 -Shrine of Storms-
かつて死と嵐を祭る蛮族がいた孤島の祭祀場。とうの昔に滅びたはずのこの地にデーモンが出現してからは、ソウルに惹かれた亡者達が集まってくるようになった。攻撃力が高い敵が多く出現することが特徴となっている。
腐れ谷 -Valley of Defilement-
ゴミ、動物、人等も含み、捨てられた全てのものが流れ着く谷。かつて、谷の人々を哀れに思った聖女と騎士が訪れたが、行方知れずとなっている。落下死しやすい足場、毒の沼、疫病の池などステージ難易度が高いことが特徴となっている。

## 登場人物
一般的なRPGとは異なり、大半の人物がストーリーには直接関与しておらず、プレイヤーの行動によっては全く出会う事がない。それぞれが「現状況」の側面を担う者達である。
主人公（プレイヤー）
色の無い濃霧の裂け目からボーレタリアに入った人物。デーモンとの死闘の末に敗れて肉体を失うが、黒衣の火防女により楔の神殿に召喚される。
黒衣の火防女（ひもりめ）
声 - 早見沙織（リメイク）
主人公を楔の神殿に召喚した謎の女性。長い灯火杖を持ち、両目は蝋のようなもので塗り潰されている。人外のごとくデーモンのソウルを操り、プレイヤーのレベルアップを行ってくれる。英語名ではMaiden in Black（メイデン イン ブラック）、正式名称は『黒衣の火防女(こくいのひもりめ)』。愛称は『かぼたん』である。
要人（かなめびと）
声 - 白石涼子（リメイク）
中性的な容姿の人物。文化風俗、あるいは外見の印象もこの世界の常とは異なっている。楔の神殿の奥に座し、自らを人柱となり拡散する世界を繋ぎとめている。かつては多数の要人がいたが、存命しているただ一人の人物である。「友の指輪」の解説には彼女と記載されているが、オーラントからは小僧と呼ばれており、性別は不明である。
心折れた戦士
声 - 成田剣（リメイク）
かつてはデーモンと戦っていた戦士の1人だったが、デーモンの強さに心が折れ、楔の神殿の中でソウル体の状態で絶望に浸っている。
大袋のトマス
声 - 神奈延年（リメイク）
楔の神殿に逃げてきた男性。プレイヤーのアイテムを預かり、攻略を支援してくれる。臆病で災厄の時に妻と娘を置いて逃げてきたことを後悔している。心優しい人物で、プレイヤーや火防女を気遣う。
鍛冶屋ボールドウィン
声 - 天田益男（リメイク）
楔の神殿で鍛冶屋を営む老人。ソウルや鉱石と引き換えに、アイテム・武器の販売及び、プレイヤーの武器を強化してくれる。かつては坑道でエドと共に働いていたが、災厄の影響でデーモンが徘徊するようになってからは神殿に避難してきている。
鍛冶屋エド
声 - 佐々木勝彦（リメイク）
ボールドウィンの双子の兄であり、坑道の奥の鍛冶場で1人黙々と鉄を打っている老人。武器の強化及び、特殊武器を作ってくれる。良くも悪くも俗世離れしている人物。
ハイエナのパッチ
声 - 楠見尚己（リメイク）
他者を罠に陥れて、その死体から剥ぎ取った物を売って生計を立てている商人。友好関係にある場合は貴重なアイテムを格安で販売してくれる。プレイヤーを貶めようとするが、自分より強い相手には態度を急変させて媚びを売る一面もある。
発掘者ブライジ
声 - チョー（リメイク）
嵐の祭祀場でパッチの罠に掛かり、牢獄に幽閉されていた商人。主人公のことを「兄弟」と見込んで、様々な忠告やアドバイスをしてくれる。
信仰心ある娘
楔の神殿でウルベインの安否を気遣う神職の女性。祖父からもらった貴重な石のおかげで楔の神殿まで無事に辿り着いている。
ウルベインの信徒
ウルベインに伴われて霧の中へと侵入した牧師。恐怖に負けてウルベインを見捨てて、逃げだした事を悔やんでいる。
神の信徒
神職者。奇跡の修得と記憶を行ってくれる。ウルベインを探しに嵐の祭祀場に向かい、そのまま消息不明となる。
聖者ウルベイン
声 - 二又一成（リメイク）
高位の神職者。奇跡の修得と記憶を行ってくれる。災厄を憂いボーレタリアに入り込んだ。落ち着いた物腰だが魔術をデーモンの業と厭い、魔術師を排除しようとする攻撃的な思想を持っている。
フレーキの弟子
声 - 楠大典（リメイク）
賢者フレーキを崇拝する魔術師の端くれ。魔法の修得と記憶を行ってくれる。フレーキへのそれは狂信に近く、彼以外の者を見下す傾向がある。
賢者フレーキ
声 - 星野充昭（リメイク）
「蒙を拓くもの」として知られる初老の男性。魔法の修得と記憶を行ってくれる。ソウルの業（魔法）を学問体系としてまとめあげた人物であり探究心が高く、未だに研究熱心である。塔のラトリアで黄衣の翁に敗れ、幽閉されている。
魔女ユーリア
声 - 田村睦心（リメイク）
魔女。魔法の修得と記憶を行ってくれる。先天的な魔法の才能があり、幼少時から「魔女」として周りから疎まれていた。デーモンのソウルに惹かれてボーレタリアに入り込んだ人物だが、珍しく常識的な感性を持ち合わせている。ボーレタリア城で断罪者ミラルダに敗れ、幽閉されている。
沈黙の長ユルト
声 - 竹田雅則（リメイク）
ある者の依頼を受けて霧の中へ侵入した暗殺者。彼が濃霧に入った後、多くの高名な戦士が命を落としたらしい。ねじれた角を持つ兜と、黒い鎧が特徴的。
秘匿者メフィストフェレス
声 - 深見梨加（リメイク）
金の仮面を被った謎の人物。ソウルの業を奉じる者「秘匿者」と呼称され、恐れられる影の存在。
ボーレタリアのオストラヴァ
声 - 鈴木達央（リメイク）
希少なルーンの剣と盾を持った若き騎士。身元は不明だがボーレタリアに詳しく、紳士的で快活な態度で人に接する。戦士としての力量はさほど高くはないようで、しばしば窮地に陥ってはプレイヤーに助けを求める。本名はアリオナ。
双剣のビヨール
声 - 天田益男（リメイク）
ボーレタリアで消息を絶った高名な騎士。オーラント王の側近であり、王が多大な信頼を寄せる「王の双剣」と呼ばれる2人の騎士の1人。大柄で膂力に優れ、重装鎧を身につけ大剣を片手で振るう。もう1人の双剣であるヴァラルファクスからボーレタリアの災厄を聞き、単身ボーレタリアへと向かっていった。豪放磊落で義に篤い人物。
双剣のヴァラルファクス
オーラント王の双剣の1人。唯一、色の無い濃霧から逃れることができた人物で、世にボーレタリアの滅亡を伝えた。彼もまたソウルに酔っていたらしい。既に故人。
塔の騎士アルフレッド / つらぬきの騎士メタス / 長弓のウーラン
オーラント王に仕えていた三人の騎士。デーモンとなった彼らの似姿が王城を守護している。
老王オーラント
声 - 宝亀克寿（リメイク）
老いから憂愁にとらわれて古い獣を目覚めさせた張本人であり、ボーレタリアの12代目にして最後の王。かつては民を想い、悪徳を嫌悪する、優れた王であったという。
古き王ドラン
声 - 星野充昭（リメイク）
国の守り神としてボーレタリア王国に伝承される不死の王。ソウルを支配する2本の大剣を用いて周辺諸国を纏め、大ボーレタリア王国を建国したとされている。8体の半神の1つと言われている。
ガル・ヴィンランド
声 - 竹内良太（リメイク）
聖女アストラエアの護衛の騎士。アストラエアと共に腐れ谷に向かい消息を絶つ。常人の筋力ではまともに扱えない巨大な戦槌"ブラムド"を片手で事も無げに操る怪力の持ち主。
聖女アストラエア
声 - 折笠富美子（リメイク）
「最も真摯な」6番目の聖女。名家ヴィンランドの騎士ガルと共に腐れ谷に向かい消息を絶つ。
断罪者ミラルダ
美声と狂気で知られる、ボーレタリア王城で罪人に裁きを下す断罪者。
放浪者スキルヴィル
声 - 金光宣明（リメイク）
裂け目に分け入った探求者の1人。竜の墓場に眠ると言われる伝説の秘宝を探している。臆病で終始吃音気味。戦いは苦手というが、その実力は本物である。
辺境卿ライデル
声 - 二又一成（リメイク）
塔のラトリアに捕らわれし者。既に肉体は朽ち果てソウル体になっている。また近くに彼の亡骸も幽閉されている。
サツキ
声 - 井上和彦（リメイク）
嵐の祭祀場で妖刀「誠」を探す白髪の男性。
セレン・ヴィンランド
声 - 田村睦心（リメイク）
ガルの姉で、弟と同じく騎士。消息を絶ったアストラエアとガルを探す為に腐れ谷へ向かう。

## 用語
ボーレタリア
本作の舞台となる北の地にある国家。王国は決して豊かではなかったが、騎士や人民は皆素朴で優しく、暖かかった。老境に差し掛かった国王オーラントは何を思ったのか突然、滅亡の原因となる「古い獣」を呼び起こしてしまう。現在は国中を覆う濃霧と、そこから生じる凶悪なデーモンたちが跋扈する魔境と化している。
デーモン
濃霧と共に現れた怪物。老王オーラントが古い獣を目覚めさせた際に生じた、ソウルを喰らう存在。悪魔のような姿のものもいれば、人の姿を象ったものも存在する。デーモンにソウルを奪われた人間は正気を失い、ソウルを求めて他者のソウルを奪おうとする。中には人間からデーモンに堕ちた者もいるという。彼らを倒すことがこの物語の目的となっている。
ソウル
全ての生き物が持っているもの。魂。中でもデーモンが持つソウル（デモンズソウル）を手に入れたとき、人外の力を手に入れることができると言われている。
ファントム
ソウルの状態のままで活動する人間。概念的には幽霊に近い。
オンライン要素のひとつであり、黒いファントムの場合は侵入した先の世界で他プレイヤーを倒す事で、青いファントムの場合は召喚された世界でダンジョンのデーモンを倒す事で「生身」に復活することができる。
アンバサ
世界を創造した神が去り際に残したとされる言葉。人を祝福し、諭し、導くものであると考えられているが本当の意味は誰も知らない。デモンズソウルの世界では「祈りの言葉」となっており、神職の人々との会話は大抵これで締めくくられる。キリスト教における「アーメン」に近い。
楔の神殿（くさびのしんでん）
拡散する世界を繋ぎとめるための、文字通り楔となる神殿。現在は、デーモンたちから辛くも逃れた人々の避難所ともなっている。この神殿に囚われた戦士は死ぬことを許されず、自らのソウルの消滅を待つか、デーモンを殺し続けることとなる。出入り口などは無く、外界との出入りは要石を介して行う。
要石（かなめいし）
拡散する世界を繋ぎとめる力を持つ不思議な石。巨大な要石は片割れの石と繋がっており、これに触れることでプレイヤーは各ステージに行き、また楔の神殿に戻ることができる。本作におけるステージセレクトの手段である。

## 開発経緯
元々フロムソフトウェアのゲームソフト『キングスフィールド』や『アーマード・コア』のファンだったSCEの梶井がフロムソフトウェアの宮崎と出会った際、梶井の「『キングスフィールド』の最新作を作らないのか?」という質問に対しての「一緒に作りませんか?」という宮崎の返答が開発の契機であった（一方のフロムソフトウェアの宮崎もファンタジー物を作りたいという意識があり、両者共に共通するところがあった模様）。
日本製としては少なくなりつつあった高難易度を『デモンズソウル』で実現させたのは、企画当初から計画していたものらしく、「ゲームを楽しむ＝プレイヤーの上達していく過程」という考え、また古典的RPG（宮崎が言うには発見や考える喜び、達成感を覚えるゲーム）を最新技術で再現したいという気持ちが根底にあったと思われる。
それらを実現するために、敵の配置を固定し、操作性を快適にすることでプレイヤーの思考を「やり方を変えて再挑戦しよう」という方向に持っていくものへ。そして同じように次世代機ならではのオンライン機能も、既存の使い方とは違った使い方をしてみたいという願望もあり、企画当初から存在していた。
しかし当然のように、従来のゲーム路線から外れた内容にSCE内でも不安視する向きがあったらしく、SCEの方針（より広いユーザーに遊べる方針）と食い違う内容に、当初SCEのデバッグスタッフは困惑していたという（しかし、その後の難易度調整では、難易度が低めになっていたところをSCEデバッグスタッフの方から「難しいままで」と開発陣が一喝されるという一幕も）。
SCEから早い段階で出されていたヒロインの登場要望（梶井いわく「ビジネスという視点で考えると、フロムさんのゲームってヒロイン的な要素が欠けている……気がします」）を宮崎は開発後期になってようやく現場に提出したらしく、今時のヒロインらしくない黒衣の火防女を修正が利かない段階になって初めて見せられたときには、梶井は絶句したという（開発陣からも心配する声が聞こえていたらしいが、宮崎が直接デザイナーに指示し、こっそり作っていたとのこと）。
(『なぜいまマゾゲーなの? ゲーマーの間で評判の“即死ゲー”「Demon's Souls」（デモンズソウル）開発者インタビュー』より)

## イベント
日本国内において、「発売1周年記念イベント～黒いバレンタイン～」として、2010年2月10日12：00～15日12：00の期間に全エリアでソウル傾向が最黒化するイベントが開催された。
対となる「ベスト版発売記念イベント～白いバレンタイン～」として、2010年3月12日12:00～3月15日12:00の期間に全エリアでソウル傾向が最白化するイベントが実施された。
なおオフィシャルで発表が無いものの、その後、暦上の「仏滅」にあたる日に全エリアが最黒化するイベントが継続的に行われていたことが、BIGLOBEのインターネットラジオ番組『週間ゲームの食卓』の「デモンズソウル特集」の中で梶井プロデューサーにより明かにされた。
- CEDEC AWARDS 2010ゲームデザイン部門の最優秀賞（デモンズソウル開発チーム）の受賞記念として、2010年9月3日19:00～9月6日11:00の期間に各エリアでソウル傾向が最黒/最白化。

- PlayStation Awards2010ユーザーズチョイス賞の受賞記念として、2010年12月3日～12月6日の期間に全エリアでソウル傾向が最黒化。

- 『ブラック・クリスマス』として、2010年12月22日～12月26日の期間に全エリアでソウル傾向が最黒化。

- 発売2周年記念イベント『黒いバレンタイン －再会－』として、2011年2月10日～2月17日の期間に全エリアでソウル傾向が最黒化。

- オンラインイベント『白いバレンタイン －運命－』として、2011年3月11日～3月17日の期間に全エリアでソウル傾向が最白化。

## 評価

### 受賞歴
- 日本ゲーム大賞2009：優秀賞[24]
- GameSpot：Best of 2009, GAME OF THE YEAR[25]
- GameSpot：Best of 2009, Best Role-Playing Game[26]
- GameSpot：Best of 2009, Best PlayStation 3 Game[27]
- GameSpot：Best of 2009, Best Original Game Mechanic[28]
- PC World：Game of the Year[29]
- Blast Magazine：Game of the Year[30]
- IGN：BEST OF 2009, Best Role-Playing Game[31]
- GameTrailers：Game Of The Year Awards 2009 Video Game, Best Role-Playing Game[32]
- GameTrailers：Game Of The Year Awards 2009 Video Game, Best New IP[33]
- G4TV.com：X-Play Best of 2009, Best Gameplay Innovation[34]
- RPGamer：RPG of the Year 2009[35]
- RPGamer：Best Graphics[36]
- RPGamer：Best PS3 RPG[37]
- RPGFan：Best RPG for the PS3[38]
- RPGFan：Best Console Action-RPG[39]
- RPG Land：Game of the Year 2009[40]
- RPG Land：Best PS3 game[41]
- VGChartz：PS3 Game of the Year Awards 2009, Best RPG[42]
- Just Push Start：2009 Game of the Year Awards, Best RPG Game[43]
- Kotowari Video Game Awards 2009：BEST PS3 GAME & BEST OVERAL[44]
- ファミ通アワード2009：優秀賞[45]
- CEDEC AWARDS2010：ゲームデザイン部門最優秀賞[46]
- PlayStation Awards2010：ユーザーズチョイス賞[47]